# Protée anguillard
Proteus anguinus
Vous lisez un « bon article » labellisé en 2009.
Pour les articles homonymes, voir Protée, Proteus et Olm.
Genre
Espèce
Statut de conservation UICN

 VU B2ab(ii,iii,v) : Vulnérable
Le Protée anguillard (Proteus anguinus), aussi appelé olm, salamandre blanche ou salamandre des grottes, unique représentant du genre Proteus, est une espèce d'urodèles de la famille des Proteidae.
Le Protée anguillard est la seule espèce du genre Proteus, la seule espèce européenne de la famille des Proteidae et le seul chordé troglobie européen. On le surnomme parfois « poisson humain » (slovène : človeška ribica) à cause de sa peau qui ressemble à celle de l’Homme.
Évoqué dès 1689 par Valvasor, il appartient au même ordre que les tritons et les salamandres. Il s'agit d'un animal cavernicole que l'on trouve principalement dans les grottes karstiques des Alpes dinariques. C'est le plus grand prédateur des fonds souterrains.
Il intéresse les scientifiques notamment en raison de sa capacité de régénérer ses tissus, qui permet d'étudier certains mécanismes du vieillissement chez les vertébrés. Caractérisé par sa sénescence négligeable, il peut atteindre l'âge de 102 ans.
Cet animal est intéressant aussi pour son adaptation au milieu souterrain où la température est stable et la lumière est absente. Les yeux du protée ont une structure vestigiale, c'est-à-dire qu'ils ont perdu leur fonction initiale, bien qu'ils soient parfaitement fonctionnels à la sortie de l'œuf. L'animal, complètement aveugle, se débrouille donc grâce à ses autres sens très développés, odorat et toucher. Sa peau, en raison de l'obscurité, n'est pas normalement pigmentée, bien qu’elle soit capable de « bronzer » à la lumière. Contrairement à d’autres amphibiens, il est exclusivement aquatique. Il possède en outre des caractéristiques néoténiques : une fois adulte, il conserve certaines caractéristiques larvaires comme ses branchies externes.

## Anatomie

### Apparence
Le corps du protée mesure de 20 à 30 cm de long et parfois même jusqu'à 40 cm.
Le corps est cylindrique, d'épaisseur constante, et présente une segmentation visible sous forme d'une série de sillons réguliers situés en bordure de chaque myomère. La queue est relativement courte, aplatie latéralement et entourée d’une fine nageoire. Les membres sont petits et grêles avec un nombre réduit de doigts comparativement aux autres amphibiens. Les pattes avant ont ainsi trois doigts au lieu de quatre et les pattes arrière deux au lieu de cinq. Son corps est recouvert d’une fine couche de peau contenant une infime quantité du pigment biologique dénommé riboflavine lui donnant une couleur blanc-jaunâtre ou rose pâle. La ressemblance de sa peau avec celle de l’Homme lui a ainsi valu le surnom de « Poisson humain » dans certaines cultures comme en Slovénie. Les organes internes sont visibles par transparence. La peau du protée possède toutefois la faculté de produire le pigment dénommé mélanine. Une fois exposé à la lumière, sa peau devient graduellement noire et, dans certains cas, ses larves deviennent également colorées. Sa tête en forme de poire se termine avec un court museau aplati. L’ouverture de sa gueule est faible, avec de petites dents formant une sorte de passoire lui permettant de conserver les plus grandes particules à l’intérieur de la bouche.
Les narines sont petites et presque invisibles. Elles sont disposées latéralement près de l'extrémité du museau. Ses yeux, non développés, sont recouverts d'une couche de peau. Le protée respire grâce à des branchies externes qui forment deux aigrettes à l’arrière de sa tête. Celles-ci sont rouges à cause du sang enrichi en dioxygène, visible au travers de la peau non pigmentée. Le protée possède également des poumons rudimentaires mais leur rôle dans la respiration est seulement accessoire. Le mâle et la femelle se ressemblent fortement, le cloaque du mâle étant simplement plus épais que celui de la femelle.

### Organes sensoriels

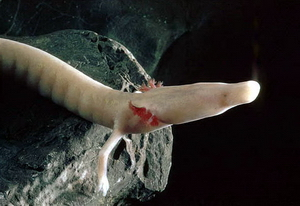
La partie frontale du protée est garnie de récepteurs chimiques, mécaniques et électriques.

Le fort développement de leurs sens, autres que la vue, permet l'adaptation des animaux cavernicoles à l'obscurité des grottes, pour s’orienter ou tout simplement pour se nourrir et survivre. Le système sensoriel du protée, bien plus développé que chez les autres amphibiens, lui permet donc de vivre dans un milieu obscur et aquatique. Ce système est composé d’un ensemble de récepteurs sensoriels.

#### Récepteurs photosensibles
Les yeux sont positionnés sous une couche de peau mais restent toutefois sensibles à la lumière. Ils ne sont visibles que chez les jeunes spécimens. Les larves ont des yeux normaux mais le développement s’arrête très vite avant de commencer à régresser. Après quatre mois, les yeux s’atrophient. La glande pinéale dispose de cellules photosensibles qui, bien qu’atrophiées, gardent une partie de leur faculté oculaire.
Des expériences comportementales ont révélé que même la peau de l’animal était sensible à la lumière. Cette faculté provient d'un pigment nommé mélanopsine, présent dans des cellules spécialisées nommées mélanophores. Des analyses cytochimiques semblent confirmer que ces pigments sont présents dans le tégument des protées,.

#### Récepteurs chimiques
Le protée est capable de détecter de très faibles concentrations de composés organiques dans l’eau où il vit. Son odorat est ainsi bien plus développé que celui des autres amphibiens.
L’épithélium nasal, situé sur la paroi interne de la cavité nasale et de l’organe de Jacobson, est plus épais que chez n’importe quel autre amphibien. Les bourgeons gustatifs sont situés au niveau de l’épithélium buccal, la plupart sur la face supérieure de la langue et à l’entrée des cavités des branchies. Ceux dans la gueule sont utilisés pour goûter la nourriture alors que ceux proches des branchies servent à déterminer la composition chimique de l’eau.

#### Récepteurs mécaniques et électriques
Le très sensible épithélium de l’oreille interne est différencié chez le protée. Il lui permet en effet de percevoir les ondes sonores dans l’eau ainsi que les vibrations du sol. La disposition des cellules réceptrices permet même à l’animal de localiser l’origine de ces ondes,.
On connait très peu de choses concernant l’ouïe du protée mais ses réactions aux sons occasionnellement observées laissent à penser qu'il « entend ». Des expérimentations comportementales indiquent que la meilleure sensibilité acoustique du protée se situe à des fréquences sonores comprises entre 10 et 15 000 Hz. La ligne latérale complète ce système auditif en enregistrant les ondes de basse fréquence produites par les déplacements d'eau à proximité de l'animal.
D'autres organes sensitifs ont été analysés au niveau de la tête du protée en utilisant le procédé de microscopie électronique. Ils ont été décrits comme des récepteurs de type ampullaire. Comme certains autres vertébrés inférieurs, le protée est capable de percevoir de faibles champs électriques. Des expériences comportementales laissent à penser que le protée peut se servir du champ magnétique terrestre pour s’orienter. Elles ont démontré que le protée réagissait à des champs magnétiques artificiels créés par les chercheurs.

## Télomères
Des chercheurs ont observé qu'à l'inverse des autres animaux connus, non seulement la longueur des télomères du protée ne diminue pas, mais elle augmente avec l'âge, ce qui devrait exposer cet animal à un risque accru d'apparition de cellules immortelles, c'est-à-dire cancéreuses. Il est donc éventuellement possible, comme chez le rat-taupe, que le Protée dispose d'un mécanisme anti-cancer.
Avec le fait qu'il vit dans un milieu relativement froid, quasiment indemne de prédateur, et très stable dans le temps, ce pourrait être l'une des explications à sa longévité.

## Comportement et cycle de vie

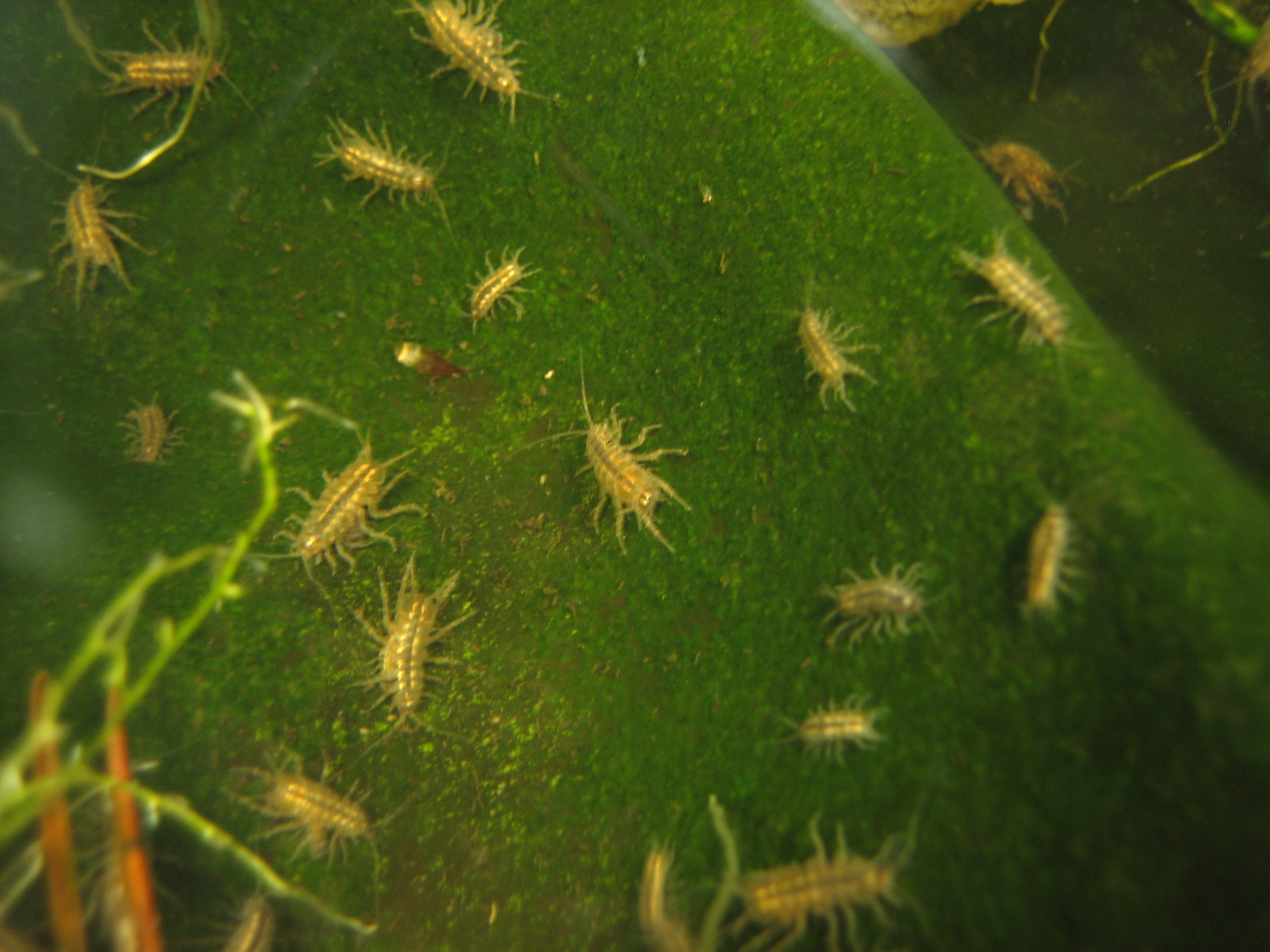
Les aselles peuvent être une source de nourriture dans les grottes.

### Locomotion et alimentation
Le protée se déplace comme une anguille par des mouvements serpentins de son corps et il ne s'aide que très peu de ses pattes atrophiées.
Il s’agit d’un prédateur qui se nourrit de petits crabes, de gastéropodes et d’insectes. Il ne mâche pas sa nourriture et ingère ses proies entières. Vu la faible quantité de nourriture dans les grottes, le protée est capable de survivre à une longue période de disette. Il ingère dès que possible une grande quantité de nourriture et stocke celle-ci sous forme de lipides et de glycogène dans le foie.
Lorsque la nourriture se fait rare, il réduit son activité et son métabolisme. Il peut même réabsorber ses propres tissus dans les cas les plus critiques. Des expériences ont montré qu’il pouvait survivre jusqu'à dix ans sans nourriture. Il peut également rester quasi-immobile sur un même support pendant plusieurs années.

### Comportement social

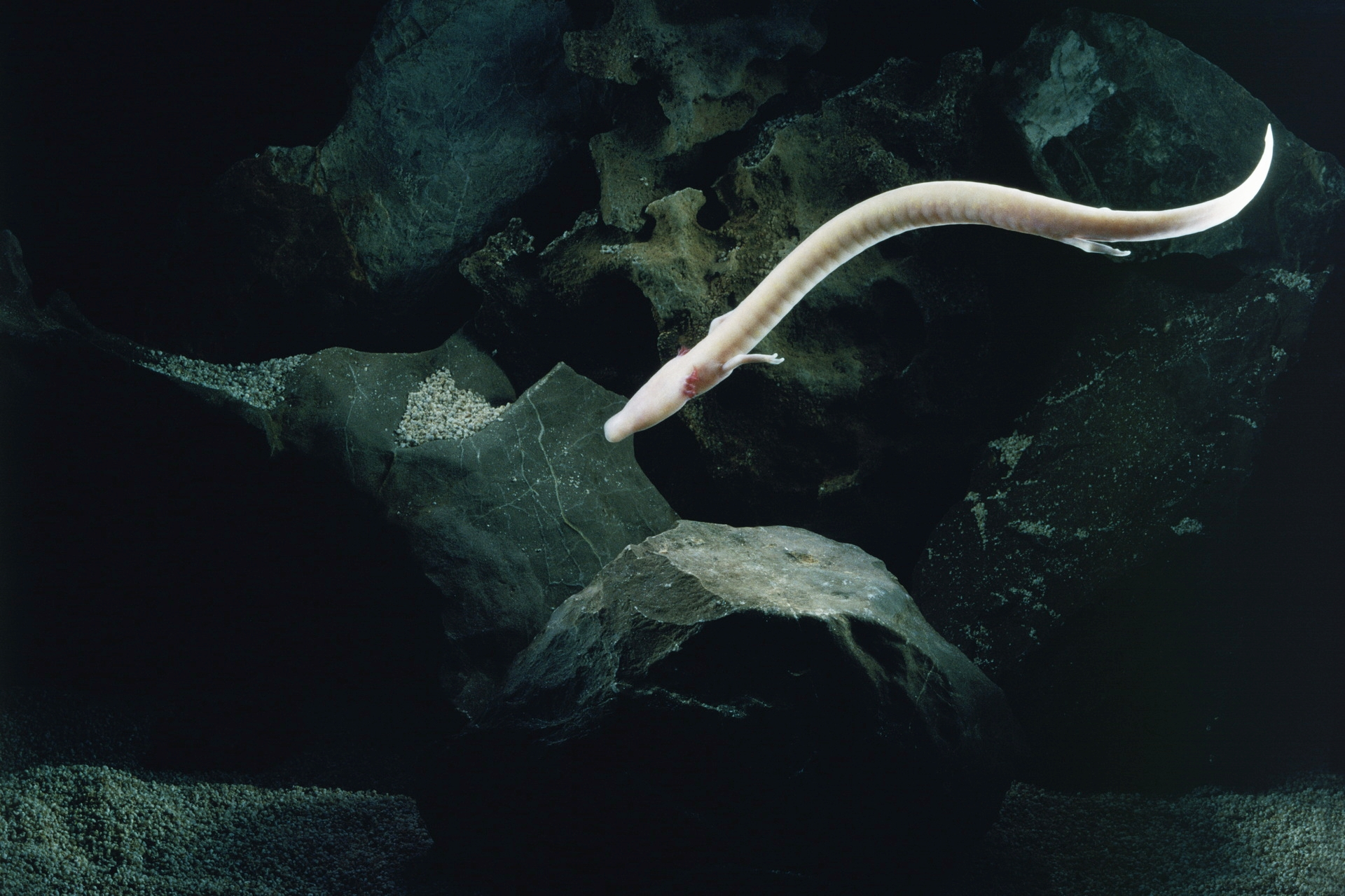
Le protée nage en courbant son corps comme un serpent.

Les protées ont un comportement grégaire. Ils se rassemblent dans des fissures ou sous des pierres. Les mâles sexuellement actifs font exception. Ceux-ci défendent un territoire où ils tentent d’attirer des femelles. Le manque de nourriture rend les combats entre protées énergétiquement trop coûteux, ce qui fait que les disputes entre mâles se limitent généralement à des intimidations sans combat. Il s’agit d’une adaptation comportementale à la vie en milieu souterrain.

### Reproduction
Le développement embryonnaire du protée dure 140 jours. Après cela, il lui faut encore plus de 15 années pour atteindre la maturité sexuelle. La larve prend la forme de l’adulte après environ quatre mois, mais la durée du développement est fortement influencée par la température de l’eau. Des observations historiques et non confirmées ont indiqué que le protée était vivipare mais il a été montré que la femelle possède une glande produisant l'enveloppe des œufs comme chez les poissons et les amphibiens ovipares. On a longtemps pensé que la femelle donnait naissance à des jeunes à basses températures alors qu’elle pondait des œufs à températures plus élevées mais des observations rigoureuses n’ont jamais pu confirmer ce fait. Il semble donc que le protée soit simplement ovipare.
Le Protée ne se reproduit que tous les 7 ans en moyenne. La femelle produit jusqu'à 70 œufs d’environ 12 mm de diamètre et les dispose entre des rochers où ils restent sous sa protection. 
Les têtards sont longs de 20 mm lors de l'éclosion et subsistent durant un mois grâce au jaune d'œuf emmagasiné dans les cellules de l'appareil digestif.
Le développement du protée et d’autres amphibiens troglobites se caractérise par une hétérochronie. L’animal ne présente pas de phase de métamorphose et garde sa forme larvaire. La forme hétérochrone du protée est néoténique ce qui signifie une maturité somatique retardée et une maturité reproductive précoce. Le protée peut donc se reproduire alors qu’il est toujours sous une forme larvaire. Chez les autres amphibiens, la métamorphose est régulée par l’hormone nommée thyroxine qui est sécrétée par la glande thyroïde. Cette glande fonctionne normalement chez le protée mais la différence provient du fait que les tissus biologiques sont devenus insensibles à la thyroxine.

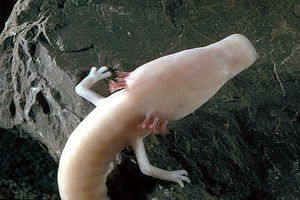
Tête du protée.

La reproduction n’a été jusqu’à présent observée qu’en captivité, notamment dans le seul élevage au monde créé dans son milieu, en France, dans les années 1940, à Moulis (Ariège). Là, des Protées sont élevés à l'intérieur d'une grotte des Pyrénées, dans de multiples bassins approvisionnés avec de l’eau courante (à 12 °C) venant d’une rivière souterraine. Les mâles sexuellement matures ont des cloaques gonflés, une peau plus brillamment colorée, deux lignes sur le côté de la queue tandis que leurs nageoires sont légèrement enroulées. De tels changements n’ont pas été observés chez des femelles. Le mâle peut entamer sa parade nuptiale même sans présence d’une femelle. Il chasse les autres mâles de son territoire et sécrète alors une phéromone visant à attirer une femelle. Lorsque la femelle approche, il se met à tourner autour de celle-ci et agite sa queue devant elle. Il commence à toucher le corps de la femelle avec son museau alors que la femelle touche le cloaque du mâle avec sa gueule. Il se met alors à avancer avec un mouvement saccadé et la femelle le suit. Il produit en avançant un spermatophore et continue à avancer jusqu’au moment où la femelle met en contact son cloaque avec le spermatophore. Le mâle s’arrête alors et reste immobile. Le spermatophore se colle à la femelle et les spermatozoïdes s'avancent en nageant dans le cloaque de celle-ci afin de féconder les œufs. Ce rituel peut se répéter plusieurs fois durant plusieurs heures.
La durée de vie moyenne d’un protée est estimée à environ 68,5 ans bien qu'il puisse vivre jusqu'à 102 ans. Certains individus ont notamment été gardés en bassins artificiels dans des conditions semi-naturelles pendant près de 70 ans. Cette longévité exceptionnelle reste à ce jour mal expliquée.

## Répartition

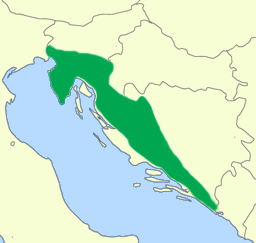
Distribution du Protée anguillard (nord de la mer Adriatique).

Le protée se rencontre en Italie, en Slovénie, en Croatie et Bosnie-Herzégovine dans certaines grottes karstiques des Alpes dinariques sur tout le flanc oriental de la mer Adriatique.
Au nord, on le trouve jusque dans la vallée de l’Isonzo à proximité de la ville italienne de Trieste. Plus au sud, il vit en Slovénie notamment dans le haut-plateau du Karst. Dans ce pays, il peuple de nombreuses grottes comme celles de Postojna et de Škocjan.
Des éléments laissent à penser qu'il pourrait être présent au Monténégro, bien qu'aucune colonie n'y ait été officiellement découverte. En France, le protée est visible en aquarium dans la grotte de Choranche, en bordure occidentale du plateau du Vercors ainsi qu'à la grotte de Clamouse, dans les gorges de l'Hérault. Ils y ont été mis par le CNRS de Moulis (situé en Ariège) pour une expérience, ces grottes étant karstiques, ressemblant fortement aux grottes d'origine de l'animal en Slovénie.

## Histoire taxonomique
Les protées peuvent avoir quelques différences de taille et de couleur en fonction de la grotte dans laquelle ils vivent. La longueur de la tête est la plus importante différence entre les individus. La longueur de la tête des protées de la région de Stična en Slovénie est plus courte que celle des individus de la région slovène de Tržič ou de la péninsule d’Istrie en Croatie par exemple. D’anciennes recherches utilisèrent ces différences pour classer les protées en cinq espèces. Les herpétologues modernes sont conscients que l’aspect extérieur des amphibiens est parfois variable et on ne peut donc classer les individus d’une façon systématique en fonction de cette morphologie qui dépend de différents facteurs comme la température, la nourriture, les maladies, etc. On considère actuellement qu’il n’y a qu’une seule espèce de protée.

### Protée noir

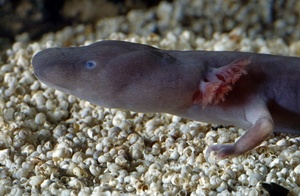
Le protée noir, une sous-espèce, possède une tête plus courte et des yeux plus développés que le protée traditionnel.

En dehors du Proteus anguinus anguinus (sous-espèce précédemment décrite et la plus répandue), le protée noir (Proteus anguinus parkelj Sket & Arntzen, 1994) est la seule autre sous-espèce reconnue. Elle est endémique des eaux souterraines d’une petite région de 100 km2 près de Črnomelj en Slovénie. Elle fut découverte en 1986 par les membres de l’Inštitut za raziskovanje krasa (« Institut Slovène de Recherche Karstique ») qui exploraient les sources karstiques de Dobličice  dans la région slovène de la Carniole-Blanche.
Le protée noir possède plusieurs particularités par rapport à l’espèce traditionnelle. La différence la plus visible est sa couleur noirâtre alors que le protée est en général pâle. Sa tête est plus courte et les muscles de la mâchoire sont plus développés. Il est plus long et possède de 34 à 35 vertèbres contre 29 à 32. Les appendices sont plus courts de même que sa queue (proportionnellement à la taille du corps). Ses récepteurs électriques sont moins sensibles. Le protée noir a, de plus, des yeux presque normalement développés, même s'ils restent petits comparativement aux autres amphibiens. Ces yeux sont recouverts par une fine couche tégumentaire transparente, mais ne présentent pas de paupières. Autre différence notable, les yeux régressés du protée blanc possèdent une rétine essentiellement constituée de cellules visuelles en cônes riches en opsine, sensibles à la couleur rouge. Les protées noirs ont des yeux dont la rétine contient des bâtonnets, des cônes sensibles au rouge et des cônes sensibles au bleu. Toutes ces caractéristiques laissent à penser que le protée noir aurait commencé à coloniser le milieu souterrain depuis moins longtemps et dispose donc ainsi d’anciennes caractéristiques non troglomorphiques.

## Recherches

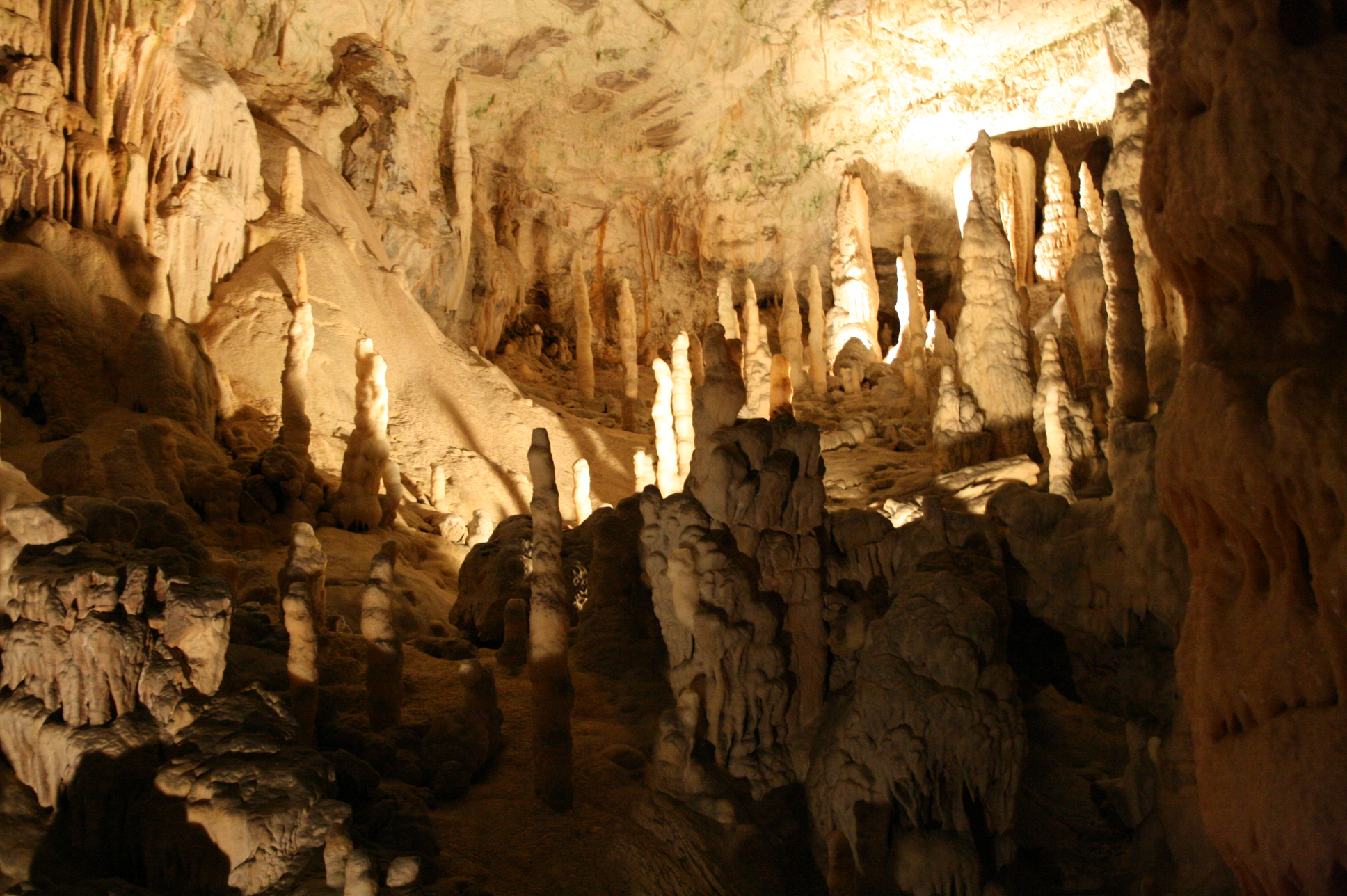
La grotte de Postojna en Slovénie, une des grottes abritant le Protée.

Le protée a été représenté pour la première fois comme un serpent avec des ailes, probablement en raison de ses branchies externes. Cette représentation se trouve sur le relief d’une fontaine vénitienne en pierre.
La première mention écrite du protée se trouve dans l’ouvrage de Janez Vajkard Valvasor intitulé La Gloire du Duché de Carniole (1689). Il y est cité en tant que bébé dragon. Le premier chercheur à découvrir un protée vivant fut Giovanni Antonio Scopoli, chercheur originaire d’Idrija. Il envoya des spécimens morts et des dessins à certains collègues.
Josephus Nicolaus Laurenti fut cependant le premier à décrire brièvement le protée en 1768 et lui donna le nom de Proteus anguinus. Il ne le savait cependant pas cavernicole et pensait que l'animal habitait le lac de Cerknica. Ce n’est qu’à la fin de ce même siècle que Carl Franz Anton Ritter von Schreibers du Muséum de Vienne commença à étudier l’anatomie de l’animal. Des spécimens capturés lui furent envoyés par Žiga Zois. Schreibers présenta les résultats de ses recherches en 1801 à la Royal Society de Londres, puis à Paris. C'est alors que la reconnaissance et l’attrait pour le protée commencèrent à grandir et des milliers de spécimens furent envoyés à des chercheurs et des collectionneurs à travers le monde. Les premières investigations morphologiques en Slovénie furent menées par le professeur Lili Istenič dans les années 1980. Depuis, le groupe de recherches de l’université de Ljubljana, dirigé notamment par le professeur Boris Bulog, est l'un des mieux documentés sur l’animal.
Des laboratoires installés dans des grottes, à travers l’Europe, réalisent également des études sur l’animal, comme à Moulis et dans les grottes de Choranche (France), aux Kents Cavern (Royaume-Uni), aux grottes de Han-sur-Lesse (Belgique) et à Aggtelek (Hongrie). Certains protées ont également été introduits dans le Hermannshöhle en Allemagne et dans la grotte d’Oliero en Italie.
Le protée a été utilisé par Charles Darwin dans son célèbre ouvrage L'Origine des espèces comme un exemple de la perte de facultés due aux modifications des conditions de vie.

« Comme on le voit chez le protée aveugle, par rapport aux autres reptiles actuels de l’Europe, je suis surpris, au contraire, que des restes plus nombreux de la vie ancienne ne se soient pas conservés dans ces sombres demeures dont les habitants ont dû être exposés à une concurrence moins sévère. »

## Statut de conservation

### Menaces

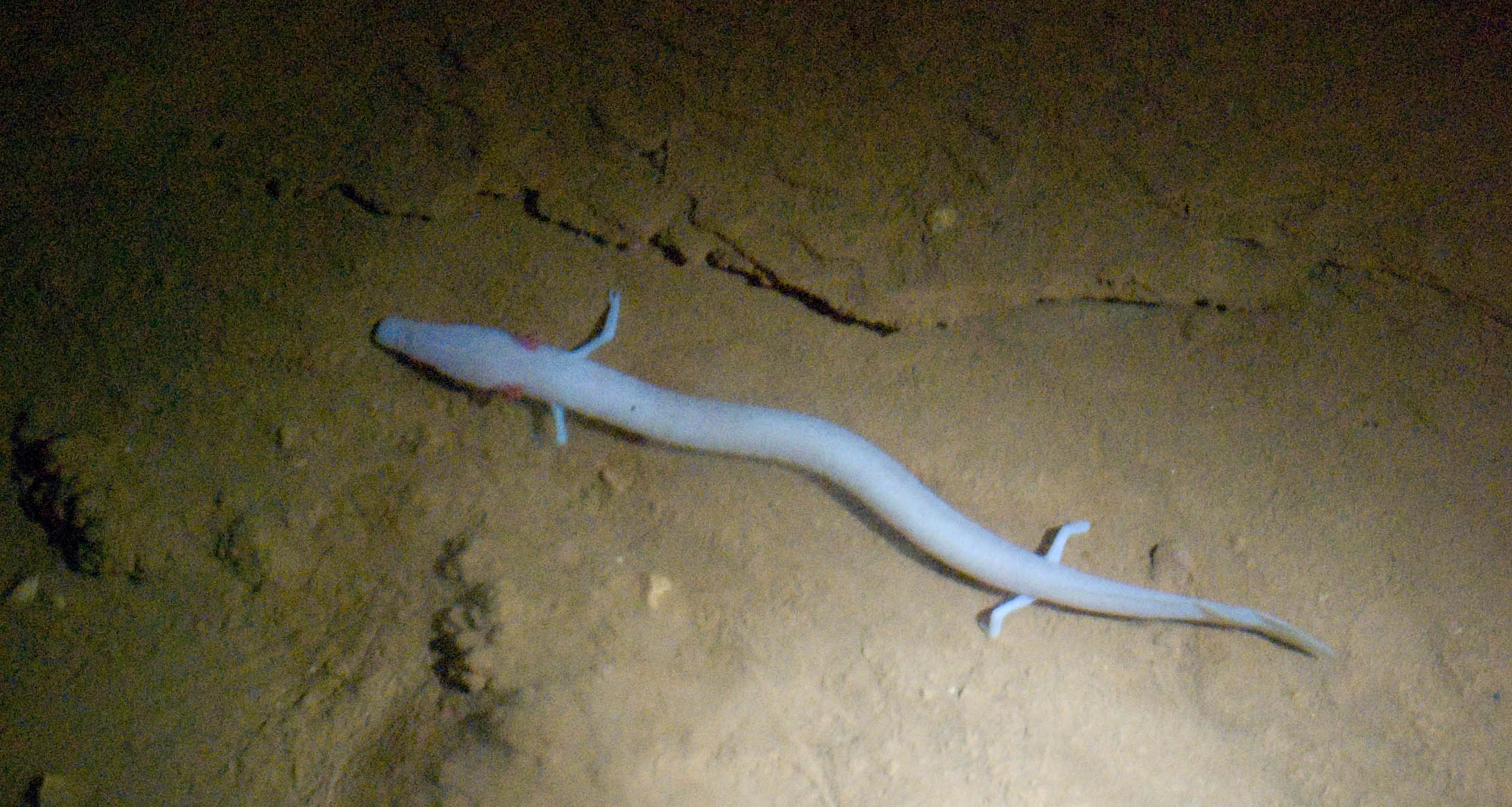
Un protée dans son milieu naturel.

Du fait de son adaptation aux conditions extrêmes spécifiques aux grottes souterraines, le protée est particulièrement sensible aux changements de son environnement.
Les eaux présentes dans les grottes des régions karstiques sont rapidement touchées en cas de pollution au niveau de la surface. Les eaux s'enfoncent rapidement dans des crevasses sans passer par un filtre naturel comme dans d'autres régions qui ont par exemple une couche sablonneuse filtrant la pollution et ralentissant sa progression vers les profondeurs. La contamination des réseaux karstiques souterrains peut être causée par des dépôts de déchets à ciel ouvert ou par des émissions accidentelles de produits toxiques pour l'environnement. Parmi ces polluants dangereux, on peut citer les pesticides, les engrais, les PCB, les hydrocarbures mais aussi le mercure, l'arsenic, le cadmium ou le plomb. Ces produits peu ou pas biodégradables atteignent plus ou moins vite le lieu de vie des protées en fonction de la perméabilité des couches du sol et peuvent s'accumuler petit à petit dans les organismes vivants. Cette accumulation devient mortelle au-delà d'une certaine dose.
Du fait de sa rareté, le protée est aussi menacé par un risque de prélèvement trop important des individus dans leur habitat naturel, par exemple par des collectionneurs.

### Statut légal
Le protée est présent dans les annexes II et IV de la Directive européenne 92/43/EEC. L'annexe II a pour but de préserver des espèces animales et végétales dans leur habitat en définissant des zones de protection. Ces zones forment le réseau Natura 2000. L'annexe IV définit les espèces animales et végétales nécessitant une protection élevée et limitant par exemple la chasse et la capture d'animaux. La capture d'un protée n'est autorisée que dans des circonstances très particulières, contrôlées par les autorités locales.
Le protée et les autres habitants des grottes furent protégés en Slovénie, dès 1922, mais la mise en pratique fut longtemps difficile avec, par exemple, l'existence d'un marché noir de revente de ces animaux. En 1982, le protée fut ajouté à la liste des espèces rares et menacées, ce qui empêchait tout commerce de cet amphibien. Après son accession à l'Union européenne en 2002, la Slovénie fut contrainte d'intégrer dans sa législation nationale la Directive européenne (92/43/EEC) visant à créer des zones de protection. Le Protée est également présent sur la liste rouge des espèces en danger de Slovénie. La grotte de Postojna et d'autres grottes peuplées par les protées font désormais partie du réseau Natura 2000 en Slovénie. En Croatie, le protée est protégé par la loi au même titre que les amphibiens. La capture n'y est autorisée que pour la recherche scientifique et nécessite une autorisation de l’Administration croate pour la protection de la nature et de l'environnement. En Bosnie-Herzégovine et au Monténégro, le statut de conservation n'est pas encore défini.
Sur la liste rouge de l'UICN, le protée est classé comme vulnérable (VU) à cause de sa répartition géographique limitée, de sa population décroissante et de la fragmentation des groupes d'individus.

## Dans la culture populaire
Le protée est l'un des symboles importants de la Slovénie. Ce pays dispose en effet de nombreuses grottes abritant cet animal. On en trouve par exemple dans la grande grotte de Postojna mais aussi dans les grottes de Škocjan. Véritable rareté naturelle, le protée ainsi que plusieurs grottes de la région attirent de nombreux touristes. Un vivarium est présent dans la grotte de Postojna et on peut y voir le milieu naturel de l’animal.
Entre 1991 et fin 2006, la monnaie nationale slovène était le tolar. Le Protée anguillard était représenté sur la pièce de 10 centimes de tolar. Depuis 2007, la monnaie de la Slovénie est l’euro et les pièces en euro de la Slovénie disposent aujourd'hui d'autres symboles. La plus ancienne revue slovène de vulgarisation scientifique, publiée pour la première fois en 1933, portait le nom de Proteus.
Dans La Gloire du Duché de Carniole (Die Ehre dess Hertzogthums Crain), Janez Vajkard Valvasor décrit les mythes et légendes slovènes faisant du protée un bébé dragon. En effet, lors des crues, cet animal cavernicole est expulsé des grottes où il vit. Les populations locales en concluaient que de grands dragons vivent sous la croûte terrestre et que ce petit animal en est la larve.
La franchise Pokémon a réadapté cette légende avec la famille de Minidraco et ses évolutions, apparue pour la première fois dans les jeux vidéo Pocket Monsters Vert et Pocket Monsters Rouge, sortis en 1996 au Japon.

## Synonymes
- Hypochthon laurentii Merrem, 1820
- Phanerobranchus platyrhynchus Leuckart, 1821
- Hypochthon zoisii Fitzinger, 1850
- Hypochthon schreibersii Fitzinger, 1850
- Hypochthon freyeri Fitzinger, 1850
- Hypochthon carrarae Fitzinger, 1850
- Hypochthon haidingeri Fitzinger, 1850
- Hypochthon laurentii Fitzinger, 1850
- Hypochthon xanthostictus Fitzinger, 1850

### Référencements taxinomiques
- Genre Proteus :
  - (en) Amphibian Species of the World : Proteus Laurenti, 1768 (consulté le 13 mars 2014)
  - (en) AmphibiaWeb : genre Proteus (consulté le 13 mars 2014)
  - (en) Fauna Europaea : Proteus Laurenti, 1768 (consulté le 22 mars 2023)
  - (fr + en) ITIS : Proteus  Laurenti, 1768 (consulté le 13 mars 2014)
  - (en) UICN : taxon  Proteus  (consulté le 6 janvier 2023)
- Espèce Proteus anguinus :
  - (en) Amphibian Species of the World : Proteus anguinus Laurenti, 1768 (consulté le 13 mars 2014)
  - (en) AmphibiaWeb : espèce Proteus anguinus (consulté le 13 mars 2014)
  - (en) Fauna Europaea : Proteus anguinus Laurenti, 1768 (consulté le 22 mars 2023)
  - (fr + en) ITIS : Proteus anguinus  Laurenti, 1768 (consulté le 13 mars 2014)
  - (en) NCBI : Proteus anguinus (taxons inclus) (consulté le 13 mars 2014)
  - (en) UICN : espèce Proteus anguinus Laurenti, 1768 (consulté le 30 mai 2015)